# فرانسيس بيم، البارون بيم
فرانسيس بيم، البارون بيم (بالإنجليزية: Francis Pym, Baron Pym)‏ (و. 1922 – 2008 م) هو سياسي من المملكة المتحدة .

## التعليم
تعلم في كلية إيتون.

## جوائز
حصل على جوائز منها الصليب العسكري.

## روابط خارجية
- فرانسيس بيم، البارون بيم على موقع مونزينجر (الألمانية)
- فرانسيس بيم، البارون بيم على موقع إن إن دي بي (الإنجليزية)
- فرانسيس بيم، البارون بيم على موقع ديسكوغز (الإنجليزية)